# Podbošovský rybník
Podbošovský rybník o výměře vodní plochy 1,3 ha se nalézá asi 1,6 km severně od centra obce Miřetice v okrese Chrudim. Rybník byl v roce 2009 obnoven soukromým majitelem za pomoci dotace 4,7 mil. Kč z Operačního programu Životní prostředí na místě historického rybníka.
Rybník je využíván pro chov ryb.

## Galerie

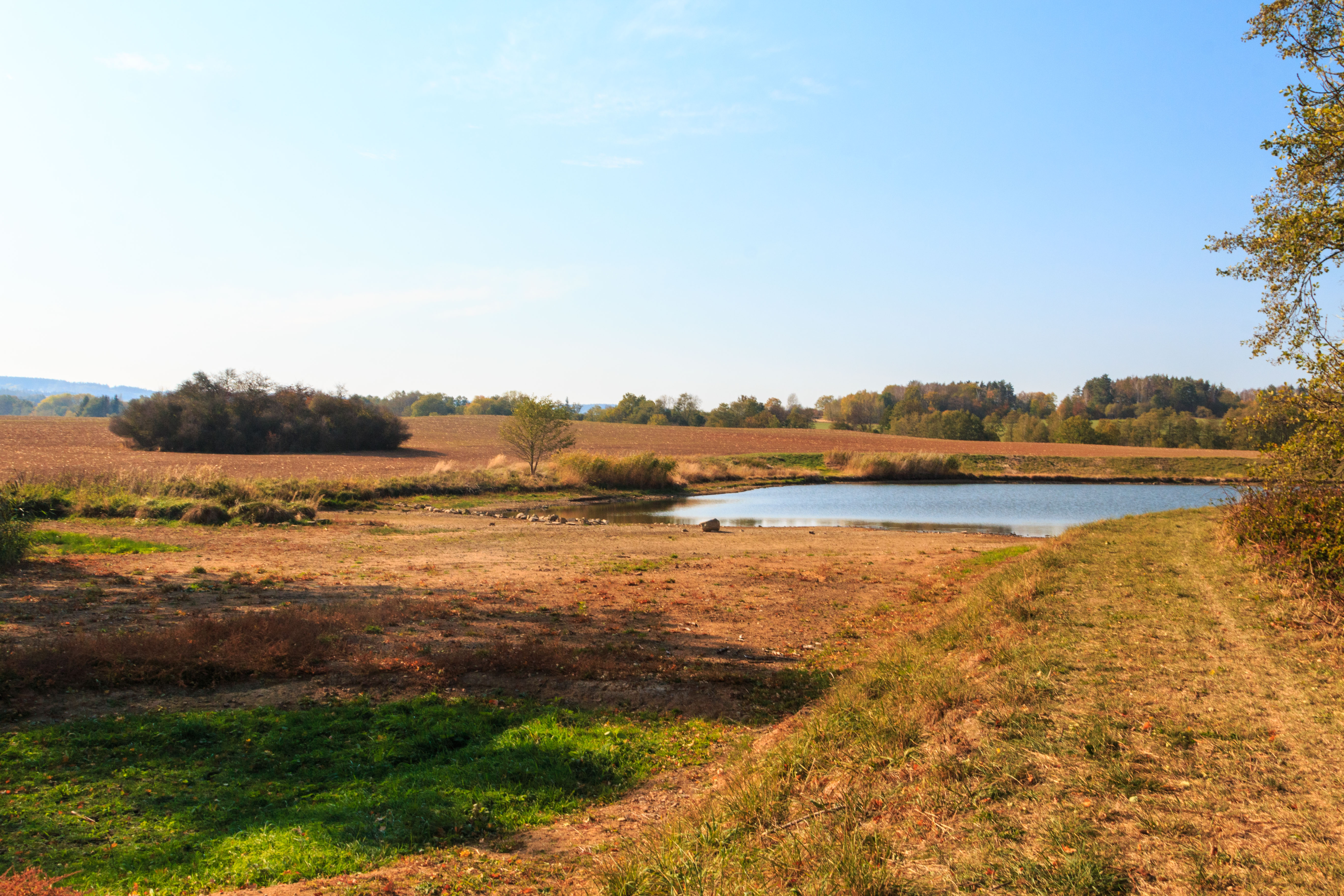
Pohled na Podbošovský rybník
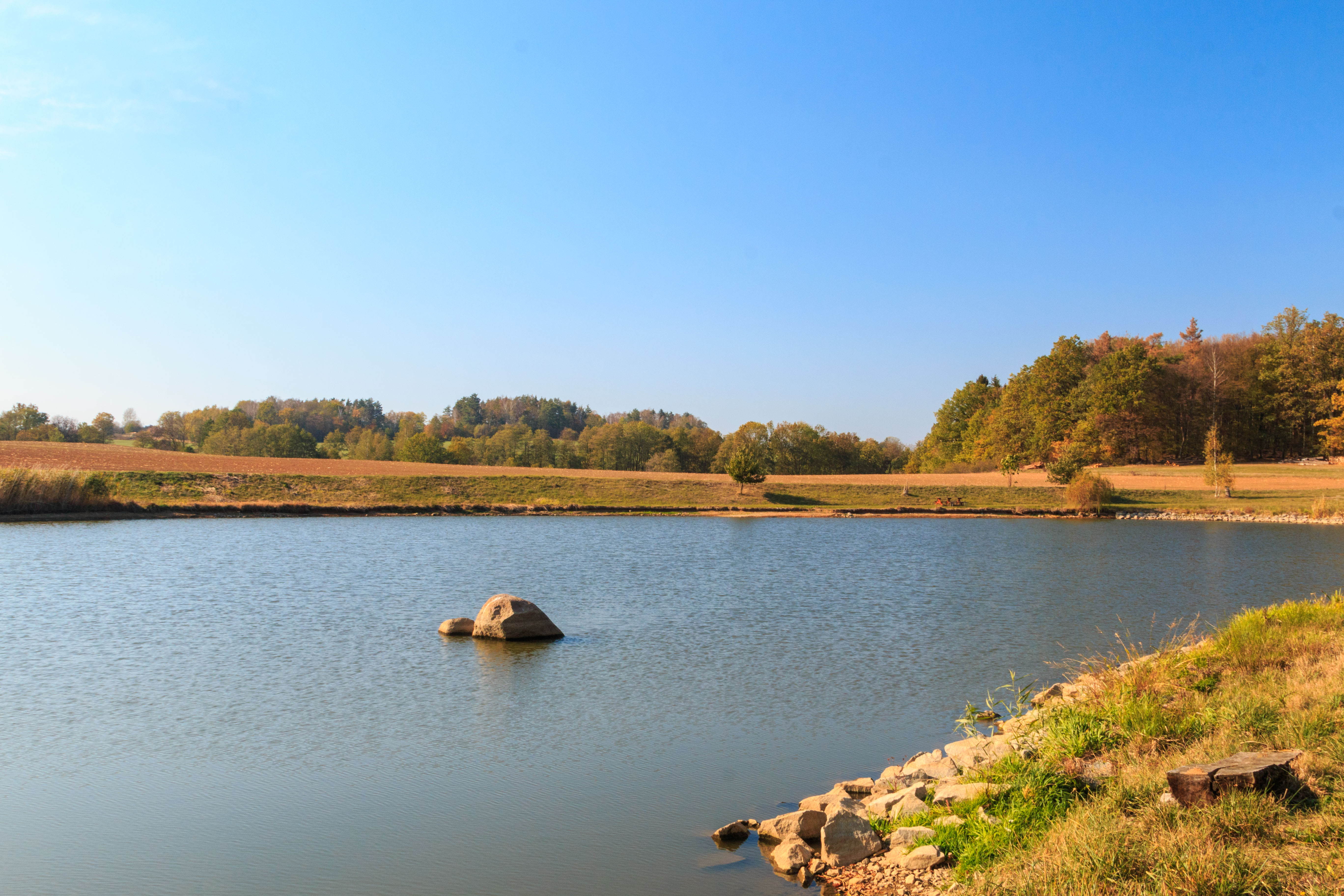
Pohled na Podbošovský rybník
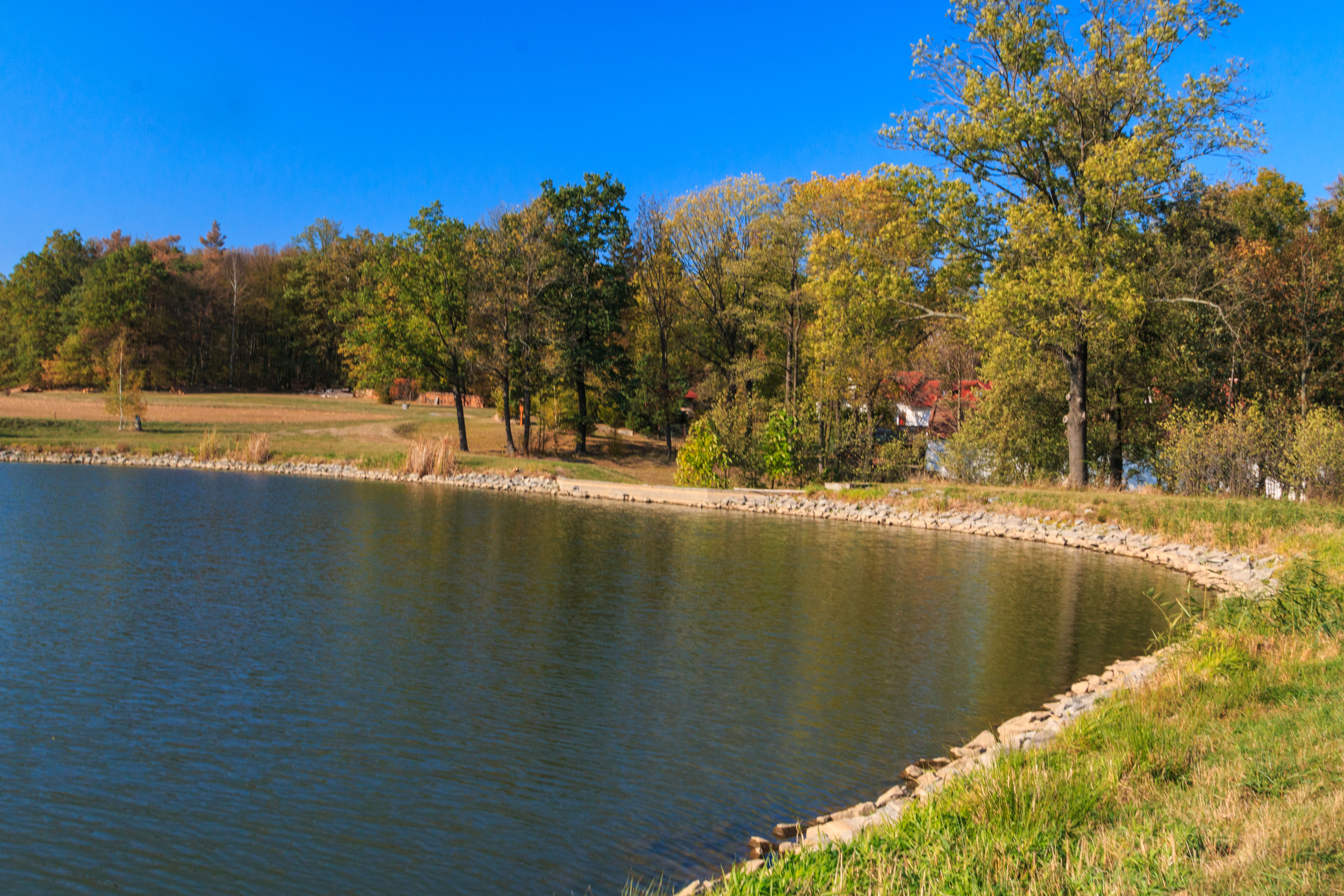
Pohled na Podbošovský rybník
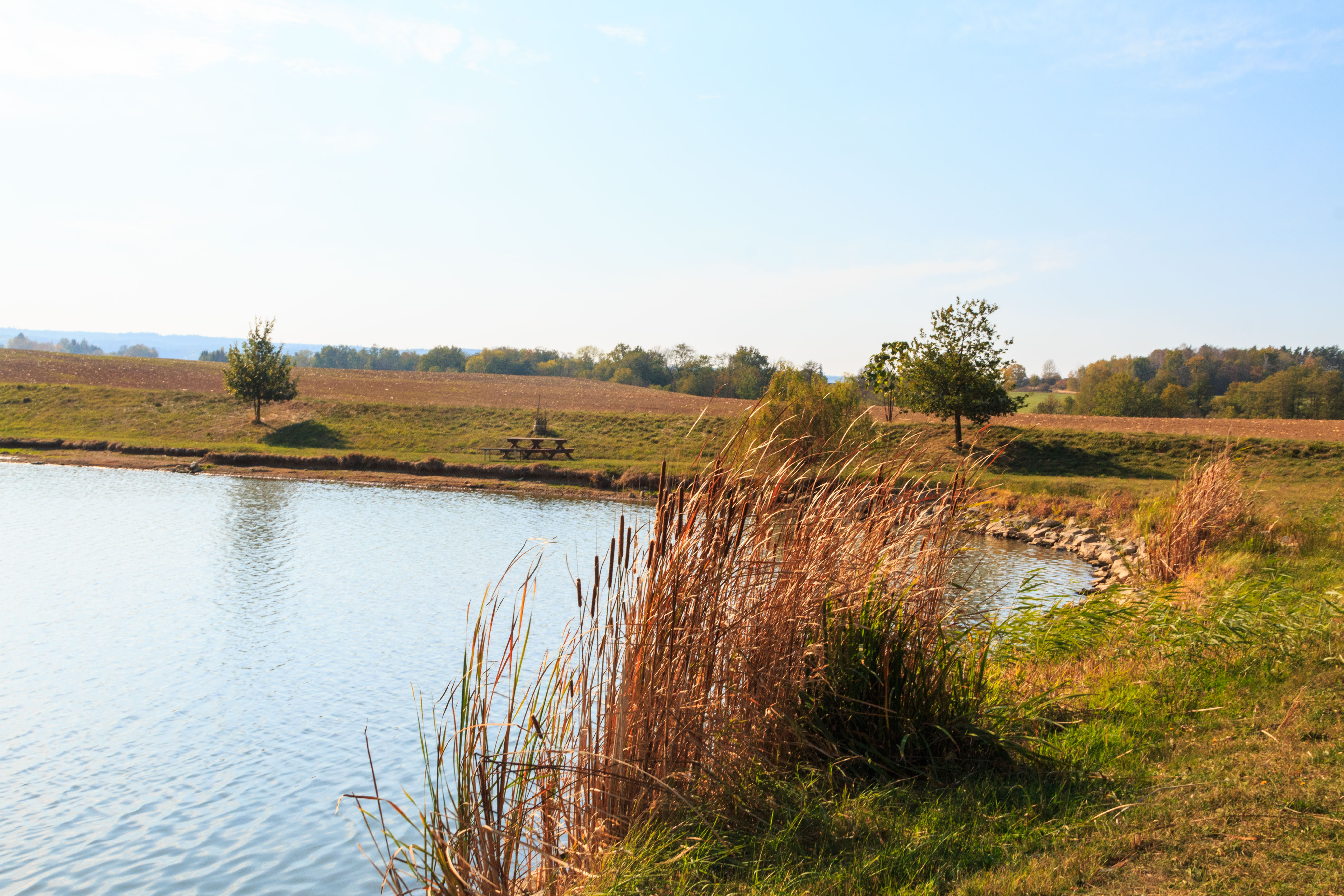
Pohled na Podbošovský rybník
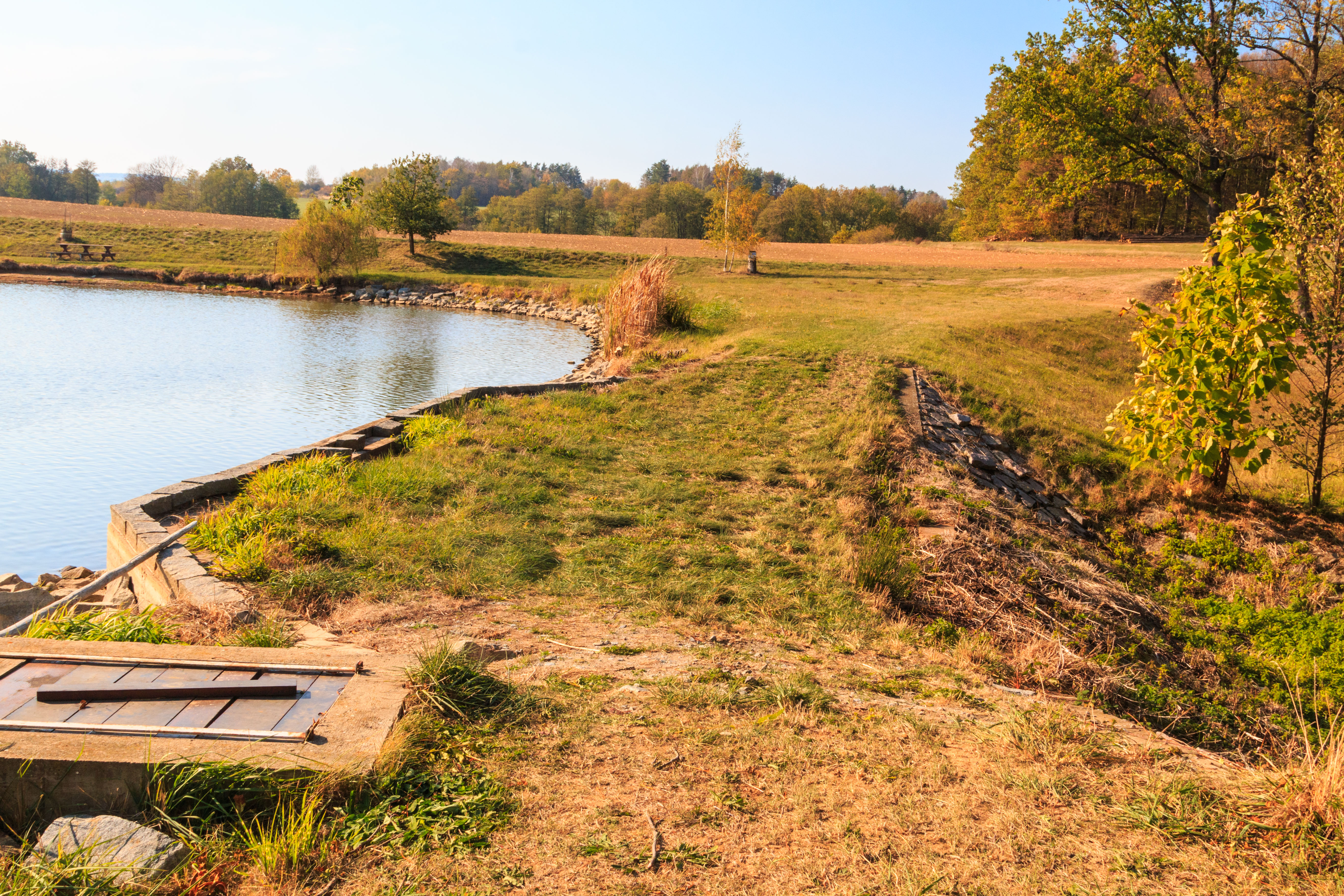
Pohled na Podbošovský rybník